# Lamprosema atrirenalis
Lamprosema atrirenalis là một loài bướm đêm trong họ Crambidae.